# Бончковский
Бончковский — хутор в Северском районе Краснодарского края. Относится к Северскому сельскому поселению.

## География
Расположен на реке Убинке (Убин), в 4,5 км от райцентра — станицы Северской.
С юга от хутора проходит железнодорожная линия Северо-Кавказской железной дороги Краснодар—Новороссийск.

### Улицы
- ул. Центральная.

## Население
| 2002 | 2010 |
| ---- | ---- |
| 43   | ↗58  |